# Малявко, Сергей Александрович
Сергей Александрович Малявко (28 сентября 1990, Гродно) — белорусский хоккеист, нападающий хоккейного клуба «Динамо» из города Минск. Мастер спорта Республики Беларусь международного класса. Хват клюшки-левый. 24 июня 2025 вместе со своим братом Александром Малявко завершил карьеру. 

## Карьера
Воспитанник хоккейной школы, родного города Гродно - Неман. Выступал за второй состав Немана.
Дебютировал в Белорусской экстралиге в 2010 году. Дошёл, с командой, до плей-офф.
В том же сезоне, дебютировал в молодежной сборной Белоруссии (U20). Стал серебряным призёром чемпионата Мира, высшего (первого) дивизиона.
В сезоне 2010-2011, со своим родным братом Александром, Был выбран на драфте КХЛ минским Динамо. Был заявлен в фарм клуб Динамо - Минские зубры выступающем в Молодежной хоккейной лиге (МХЛ).